# Ulm
Ulm (výslovnost [ˈʊlm]IPA) je město v německé spolkové zemi Bádensko-Württembersko u hranice s Bavorskem. Žije zde přibližně 130 tisíc obyvatel. Město leží v průměrné nadmořské výšce 479 metrů a protéká jím řeka Dunaj. Ulm je znám především díky zdejší univerzitě a dómu (Ulm Münster) s nejvyšší kostelní věží na světě (výška 161,5 m, dokončena v roce 1890) a také jako rodiště vědce Alberta Einsteina. Sídlí zde fotbalový klub SSV Ulm 1846.

## Geografie
Ulm leží v místě, kde se řeky Blau a Iller spojují s Dunajem. Jeho nadmořská výška se pohybuje mezi 459 až 646 metry nad hladinou moře. Největší část města, včetně města starého, je situována na levém břehu Dunaje, pouze oblasti Wiblingen, Gögglingen, Donaustetten a Unterweiler leží na pravé straně. Naproti starému městu leží na druhé straně řeky dvojměstí Neu-Ulm ve spolkové zemi Bavorsko, které je menší než Ulm. Nejbližšími většími městy jsou Augsburg, asi 70 km směrem na jihovýchod, Stuttgart, asi 90 km severozápadně, a Mnichov, vzdálený asi 130 km na jihovýchod od Ulmu. Kromě Dunaje na jihu obklopují město lesy a kopce, které vystupují až do nadmořské výšky 620 m. Některé z nich jsou částí pohoří Švábská Alba. Na jih od Dunaje se táhnou roviny a kopce až k severnímu předhůří Alp, jež se nacházejí asi 100 km od Ulmu a jsou za jasných dní viditelné z města.

## Historie
Nejstarší doložitelné osídlení oblasti Ulmu se datuje z období mladší doby kamenné, kolem roku 500 př. n. l. Bylo doloženo na území vesnic Eggingen a Lehr, jež jsou dnes městskými částmi Ulmu. Nejstarší nález na území vlastního Ulmu spadá až do pozdního paleolitu.
První písemná zmínka o městě pochází z roku 854, kdy zde byl královský palác. V roce 1181 pak císař Fridrich I. Barbarossa prohlásil Ulm svobodným říšským městem. Zprvu byl tedy význam města dán jeho postavením jednoho z panovnických sídel, později se Ulm stal městem řemeslníků a obchodníků.
V roce 1397 byla mezi městskou aristokracií a obchodními cechy podepsána dohoda, která je považována za jeden z nejdůležitějších právních dokumentů města, za jakousi jeho ranou ústavu. Byl v ní položen základ pro další výstavbu městského dómu (Ulm Münster), jež započala roku 1377 a kterou financovali převážně sami obyvatelé města, což ukazuje na sebevědomí středověkých občanů Ulmu.
V průběhu 15. a 16. století prožíval Ulm výrazný rozkvět, především díky vývozu vysoce kvalitních textilií. Město těžilo ze své polohy na křižovatce obchodních cest vedoucích do Itálie. V této době došlo k výstavbě řady významných budov, dařilo se i umění, především malířství a sochařství. V období Reformace se Ulm stal protestantským městem (1530).
Se vznikem nových obchodních cest, jež následovaly po objevení Nového světa v roce 1492 a námořní cesty do Indie roku 1497 a jako následek třicetileté války (1618–1648) a války o španělské dědictví (1670–1680), začal Ulm postupně upadat. Kolem roku 1700 jej několikrát napadli francouzští a bavorští vojáci.
Ve válkách, jež následovaly po Velké francouzské revoluci (1789–1799), okupovala Ulm střídavě francouzská a rakouská vojska. Francouzi přitom zničili městské opevnění.
V roce 1803 ztratil Ulm postavení svobodného říšského města a stal se součástí Bavorska. Během tažení v roce 1805 se Napoleonovi podařilo obklíčit rakouskou armádu generála Karla Macka von Leibericha a v bitvě u Ulmu ji přinutit, aby se mu vzdala. Pouze několika vysokým důstojníkům včetně polního podmaršálka Karla Filipa ze Schwarzenbergu v čele dvanácti eskadron jezdectva se podařilo prolomit francouzské obklíčení a stáhnout se.
Roku 1810 byl Ulm připojen k württemberskému království, přičemž přišel o svá území na druhém břehu Dunaje. Z těchto městských částí pak vznikl Nový Ulm (Neu-Ulm).
V polovině 19. století obdrželo město status spolkové pevnosti. Jako centrální strategická pevnost Německého spolku dokázalo pojmout až 100 000 mužů posádky i s patřičnou výzbrojí. Mohutné opevňovací práce v Ulmu a Novém Ulmu měly zabránit především nebezpečí francouzské vojenské invaze. V druhé polovině 19. století se město stalo významným střediskem industrializace jižního Německa. Nová výstavba přitom probíhala již za hranicemi středověkého Ulmu. V letech 1844–1890 byla dokončena stavba dómu přerušená v 16. století z ekonomických důvodů.
V období let 1933–1935 byl na Kuhbergu neboli Kraví hoře, jednom z kopců obklopujících Ulm, vybudován koncentrační tábor určený především pro politické odpůrce vládnoucího režimu. Nacistickému pronásledování se samozřejmě nevyhnuli ani ulmští Židé. Během křišťálové noci v listopadu 1938 byla mimo jiné zapálena a zničena zdejší synagoga.
17. prosince 1944 byl Ulm bombardován letouny Royal Air Force. Tento nálet měl za cíl zničit dvě velké továrny, Deutz a Kässbohrer, jakož i řadu dalších závodů a civilních i vojenských zařízení. Akce byla z vojenského hlediska úspěšná. Nálet zasáhl téměř dvě desítky zařízení wehrmachtu včetně kasáren a vojenské nemocnice. Bylo též zabito na 700 obyvatel města a 25 000 jich přišlo o střechu nad hlavou. 80 % historického centra města bylo zničeno.
V desetiletích po 2. světové válce se Ulm dočkal nového rozvoje. Během 50. a 60. let byla na místě zničených částí města provedena nová výstavba, přičemž došlo i k obnově některých historických pamětihodností. V roce 1967 zde byla založena univerzita, jež měla značný význam pro rozvoj města, především po 80. letech, kdy došlo k urychlení přechodu od klasické průmyslové výroby k high-tech a ustavení výzkumných středisek společností jako Daimler, Siemens či Nokia a řady menších výzkumných zařízení nedaleko univerzitního areálu.
Rostoucí město dnes vytváří dvojměstí se sousedním bavorským Novým Ulmem, jež čítá kolem 170 000 obyvatel a těží ze své výhodné polohy mezi Stuttgartem a Mnichovem neboli mezi ekonomickým a kulturním centrem jižního Německa.

## Osobnosti spojené s městem
- Thomas Abbt (1738–1766) – osvícenský filozof, matematik a spisovatel
- Albert Einstein (1879–1955) – fyzik a nositel Nobelovy ceny
- Herbert von Karajan (1908–1989) – dirigent, žil v Ulmu v letech 1928–1934
- Hildegard Knefová (1925–2002) – herečka, zpěvačka a spisovatelka
- Mike Krüger (1951) – herec, zpěvák, komik a kabaretiér
- Claudia Rothová – politička, spolupředsedkyně strany Svaz 90/Zelení
- Hans Scholl (1918–1943) a Sophie Schollová (1921–1943) – zakladatelé a vedoucí nenásilné protinacistické skupiny Bílá růže

## Partnerská města
- Bratislava, Slovensko
- Budapešť, Maďarsko
- Baja, Maďarsko
- Novi Sad, Srbsko
- Subotica, Srbsko
- Kladovo, Srbsko
- Sibiu,Rumunsko
- Temešvár, Rumunsko
- Arad, Rumunsko
- Kluž, Rumunsko
- Tulcea, Rumunsko
- Vidin, Bulharsko
- Silistra, Bulharsko
- Vukovar, Chorvatsko